# Czyżów (powiat buski)
Czyżów – wieś w Polsce położona w województwie świętokrzyskim, w powiecie buskim, w gminie Stopnica.
Piękna Wieś w powiecie Buskim województwo Świętokrzyskie w XVI wieku była własnością kasztelana zawichojskiego Mikołaja Ligęzy. W latach 70. XVI wieku należała do wojewody krakowskiego Piotra Zborowskiego. W latach 1975–1998 miejscowość należała administracyjnie do województwa kieleckiego.

## Części wsi
| SIMC    | Nazwa      | Rodzaj     |
| ------- | ---------- | ---------- |
| 0272320 | Błonie     | część wsi  |
| 0272336 | Hektary    | przysiółek |
| 0272342 | Po Zagoniu | część wsi  |
| 0272359 | Zaogrodzie | część wsi  |

## Historia
Wieś wymieniona przez  Długosza w L.B. jako „Czizov”. 

W połowie XV wieku siedzą tu jak pisze Długosz Ogonowie herbu Róża. Dziesięcina płacona tu była dla plebana w Kargowie, wieś należy do parafii w Stopnicy.

W roku 1579 pobór płacony był przez wojewodę krakowskiego z 7½ łana trzech zagrodników i trzech ubogich.